# David Hill (Schriftsteller)

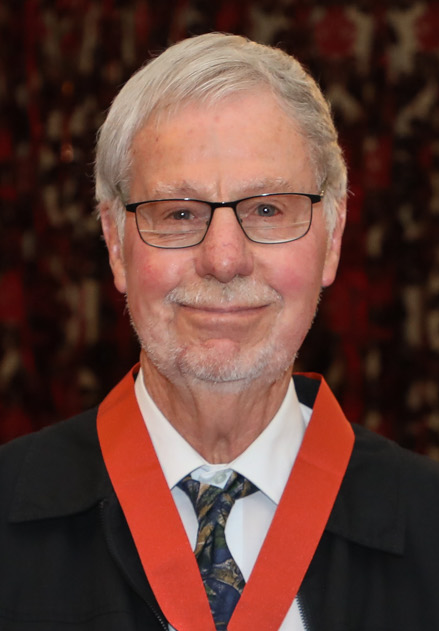
David Hill

David Hill (* 1942 in Napier, Neuseeland) ist ein neuseeländischer Schriftsteller.

## Leben und Werk
Hill wuchs in Napier auf und studierte im australischen Victoria an der dortigen Universität. 1982 gab er den Lehrerberuf auf und widmete sich ganz dem Schreiben. Sein Zielpublikum sind meist Kinder und Jugendliche, doch werden seine Bücher auch von erwachsenen Lesern sehr geschätzt. See ya Simon (dt. Bis dann, Simon), die Geschichte einer Freundschaft des Erzählers Nathan mit dem an Muskeldystrophie erkrankten Teenager Simon von 1992, gewann den Children's Literature Foundation Gaelyn Gordon Award. 2004 erhielt Hill den New Zealand Order of Merit.

## Deutsche Ausgaben
- Bis dann, Simon. Übers. Nina Schindler
  - Gebundene Ausgabe: Beltz & Gelberg, Edition Anrich 1996
  - Gebundene Ausgabe: Anrich Verlag 12/1997
  - Taschenbuchausgabe: Beltz & Gelberg 11/2010